# Batalla de Calven
La Batalla de Calven ( Romanche: Chalavaina ) tuvo lugar el 22 de mayo de 1499 a la salida de Val Müstair en los Grisones (ahora parte de Suiza ) en Val Venosta en el Condado de Tirol (ahora parte de Italia ) entre las fuerzas del rey Maximiliano I de la Casa de los Habsburgo y las de la federación libre de las Tres Ligas de los Grisones. Fue la batalla decisiva en el sur de los Grisones de la guerra de Suabia; después de la derrota de las tropas de los Habsburgo, el rey tuvo que abandonar sus intentos de controlar Engadin y Val Müstair. El foco de las operaciones en la Guerra de Suabia se trasladó nuevamente a la frontera norte de la Antigua Confederación Suiza . 

## Antecedentes
Desde principios de la Edad Media, el Obispado de Chur y los Condes de Tirol habían estado disputando y discutiendo sobre los derechos judiciales en el bajo Engadin, el Val Müstair y el Vinschgau. Cuando el Tirol cayó bajo el dominio de los Habsburgo en 1363, el vogt había intentado restringir repetidamente los derechos del obispado y unir los valles a sus territorios. La gente de estos valles se opuso a estos intentos y entre 1367 y 1415 se unieron en la Liga de la Casa de Dios, una de las Tres Ligas de los Grisones. 
En el Sacro Imperio Romano, Maximiliano I de la Casa de los Habsburgo se convirtió en rey en 1486. Siete años más tarde, se hizo cargo de las posesiones de su primo Segismundo de Austria, que incluía el Tirol, uniendo todas las posesiones de los Habsburgo en sus manos. El aumento general del poder de los Habsburgo y su política dinástica los había puesto en conflicto con los reyes franceses. El segundo matrimonio de Maximiliano con Blanca María Sforza de Milán en 1493 se opuso directamente a los reyes franceses que también reclamaron el Ducado de Milán; un conflicto que se intensificaría en las guerras italianas. Los pasos alpinos en el sur de los Grisones — y en particular el puerto de Umbrail en Val Müstair — se habían vuelto estratégicamente importantes como una ruta directa desde el Tirol hasta el norte de Italia, y los Habsburgo redoblaron sus esfuerzos para controlar esa región. 

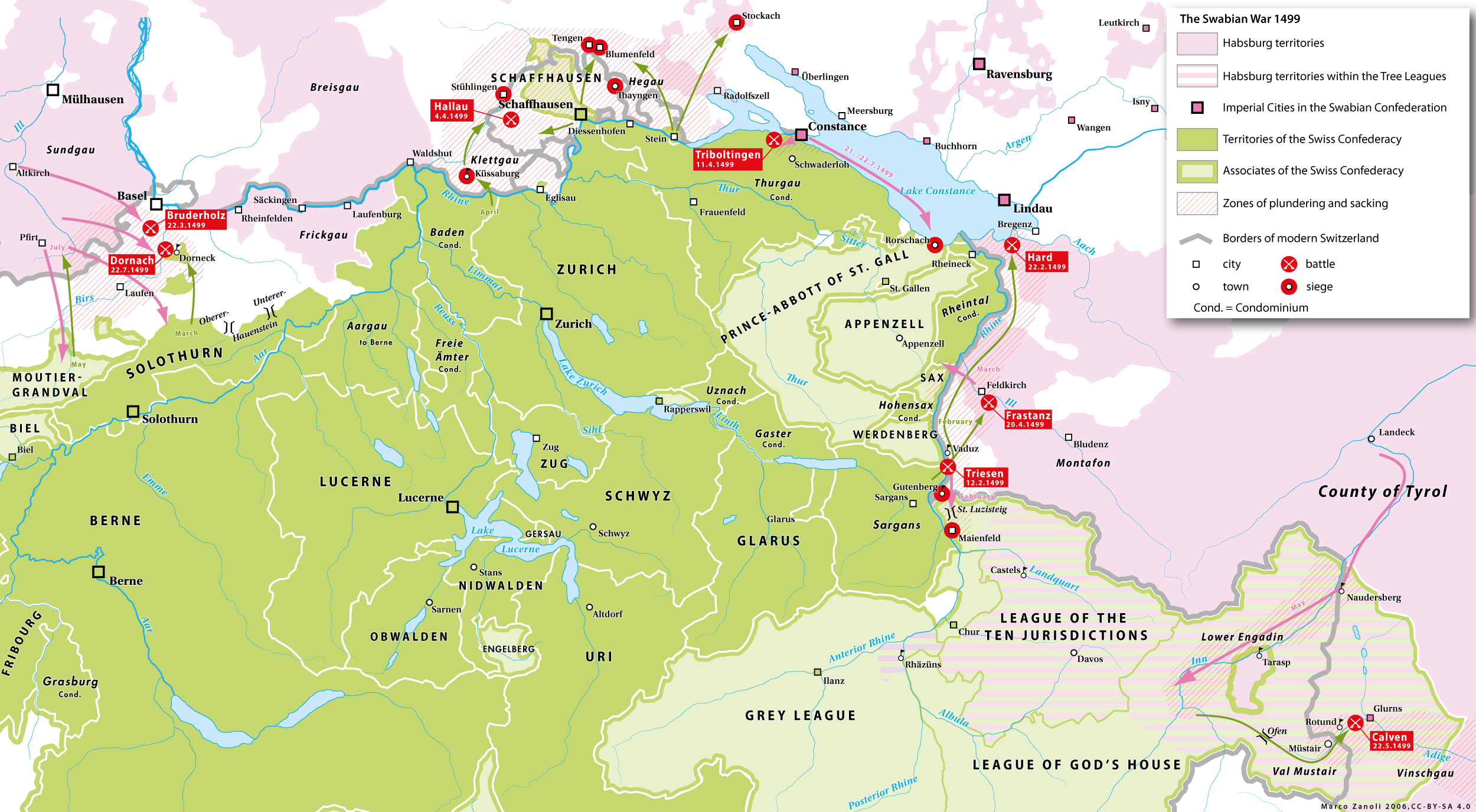
Teatro de la guerra de Suabia. Los grisones y Calven están en la esquina inferior derecha.

La presión de los Habsburgo había llevado a las Tres Ligas de los Grisones a firmar una estrecha alianza militar con la Antigua Confederación Suiza en 1497/98. Una incursión de las tropas de los Habsburgo en el convento benedictino de San Juan en Müstair el 20 de enero de 1499 había sido la causa inmediata del estallido de la guerra de Suabia, entrando en guerra la Confederación Suiza y las Ligas de los Grisones contra las fuerzas de Maximiliano, en particular la Liga de Suabia. Parte del objetivo estratégico de Maximiliano en esta guerra era el control del paso Umbrail. Hasta abril de 1499, un gran ejército de los Habsburgo con tropas de la Liga de Suabia, del Tirol y mercenarios de Italia se reunieron en las aldeas de Mals y Glurns en Vinschgau. En Calven, erigieron fortificaciones de madera fuertemente armadas (los llamados Letzi ) bloqueando cualquier  salida del Val Müstair. Las tropas de los Habsburgo intentaron conquistar el Paso del Fuorn el 11 de mayo de 1499, pero fracasaron.

## La batalla

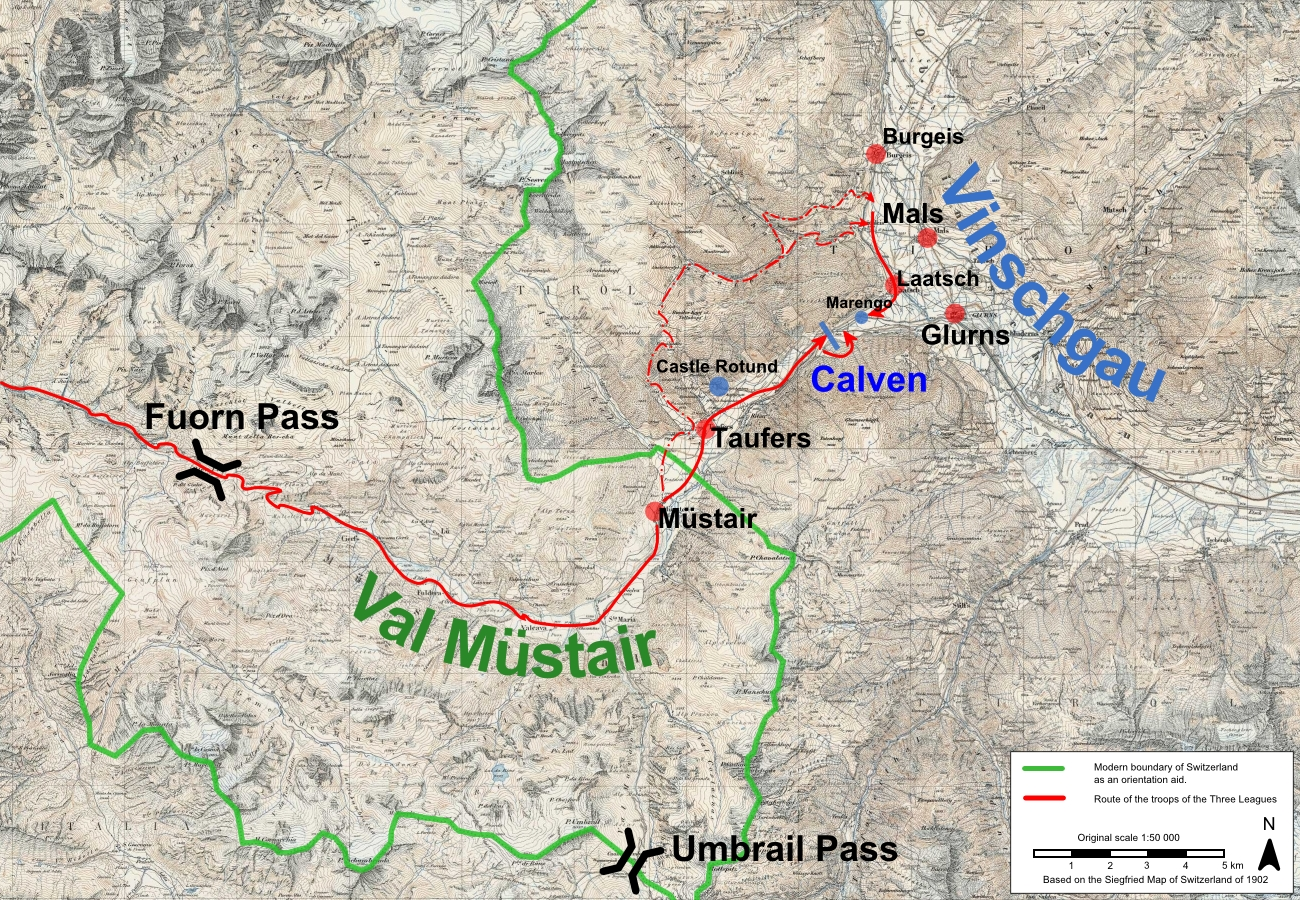
Mapa de la batalla

El obispo que gobernaba en el sur de los Grisones, Benedikt Fontana, se vio obligado a abandonar su asiento en el Fürstenburg en Burgeis en el Vinschgau. Había llamado repetidamente para que enviaran tropas armadas para interferir con los preparativos del ejército de los Habsburgo. Las Tres Ligas finalmente cumplieron y reunieron un ejército de unos 6.300 hombres en Zuoz y marcharon hacia Val Müstair. Sabían que se les estaba acabando el tiempo, porque tenían noticias de que Maximiliano estaba en camino con refuerzos. Pero el Letzi parecía una barrera insuperable. El ejército de los Habsburgo contaba con unos 12,000 hombres, de los cuales 2,000 manejaban las fortificaciones ellos mismos, mientras que otros 1,200 cubrían los flancos. El castillo Rotund en Taufers situado frente a la barrera también estaba ocupado por tropas de los Habsburgo, y 200 hombres vigilaban el puente en Marengo detrás del Letzi. El resto del ejército de los Habsburgo acampó en las aldeas de Vinschgau. 
Los tapetes, como se llamaba a los soldados de las Tres Ligas en Romanche, decidieron separarse en Müstair: alrededor de 2,000 – 3,000 hombres liderados por Wilhelm Ringk y Hans von Lombris debían marchar sobre las montañas por el norte para evitar los Letzi  y atacar al enemigo por la espalda. Debido a que su ruta estaba a la vista del Castillo Rotund, lo hicieron por la noche. Cuando llegaron por la mañana al Vinschgau, fueron inmediatamente atacados por las tropas de los Habsburgo,  pero al correr el rumor de que las tropas enemigas sumaban 30,000 hombres las tropas de los Habsburgo entraron en pánico y huyeron. Pero en el puente Marengo, su avance se detuvo. Las tropas que huían, unidas con los 200 soldados del Tirol estacionados allí, lograron sostener el puente. 
La otra mitad de las tropas de las Tres Ligas atacaron las fortificaciones frontalmente. Pero la defensa fue fuerte; el Letzi estaba equipado con muchos cañones, y los tapetes fueron expulsados varias veces y sufrieron grandes pérdidas. Los comandantes arengaron a sus soldados para que siguieran atacando y amenazaron con matarlos como traidores si se retiraban.  Su comandante Benedikt Fontana cayó. Una maniobra local de flanqueo sobre las laderas de las montañas al sur de la barrera finalmente dio la victoria a los tapetes. Bajo la presión simultánea de todos los lados, los defensores tuvieron que ceder. Los soldados de pie se vieron desbordados y huyeron, y lo mismo hicieron los caballeros, como informa Pirckheimer.  Fueron perseguidos a través del Vinschgau y muchos se ahogaron en los salvajes ríos de montaña.

## Consecuencias
Las victoriosas tropas de las Tres Ligas saquearon el valle de Vinschgau durante tres días, incendiando todas las casas y matando a todos los hombres mayores de doce años. Con su recompensa, que incluía unos 300 cañones pequeños y ocho más grandes, se retiraron por el puerto de Fuorn el 25 de mayo de 1499. Cuando Maximiliano, que estaba en ese momento en Landeck, se enteró de la derrota, se enfureció y se apresuró a llegar a Glurns, a donde llegó el 29 de mayo de 1499. 38 rehenes de Engadin fueron asesinados en represalia en Meran, y en junio de 1499, sus tropas asolaron el valle de Engadin, quemando la mayoría de las aldeas hasta Samedan. Cuando la Confederación Suiza envió refuerzos el 18 de junio de 1499 y las tropas de Berna, Zúrich, Uri y Glarus llegaron a Davos, las tropas de los Habsburgo despejaron el valle.  
Pero la derrota en Calven había puesto fin al intento de Maximiliano de obtener el control sobre Val Müstair y sus pasos. Sus aliados de la Liga de Suabia se negaron a enviar más soldados a los Grisones, lo que no les interesaba. Maximiliano regresó al lago de Constanza y posteriormente dirigió las operaciones en la frontera norte de la Confederación Suiza. Pero sus tropas sufrieron muchas derrotas, y en septiembre de 1499, tuvo que aceptar la paz de Basilea. 
Aunque este tratado de paz afirmó el status quo ante bellum y, por lo tanto, la jurisdicción mixta sobre los Grisones entre los Habsburgo, el obispado de Chur y las Tres Ligas permaneció, la batalla de Calven marcó el final de la expansión de los Habsburgo en los Grisones. La victoria también fortaleció a las Tres Ligas republicanas, que consolidarían su alianza en 1524. El Vinschgau, sin embargo, se convirtió en un territorio de los Habsburgo en 1618, cuando los Grisones se convirtieron en teatro de operaciones en la Guerra de los Treinta Años .

## Leyenda
Benedikt Fontana fue considerado un héroe y un luchador por la libertad en los Grisones. La leyenda dice que animó a sus hombres a atacar las fortificaciones de los Habsburgo con las palabras "Hei fraischgiamank meiss matts, cun mai ais be ün hom da fear, quai brichia guardad, u chia hoatz Grischuns e Ligias u maa non plü!" — "Vamos, mis hijos, como un solo hombre, no se preocupen por mí. ¡Hoy es el día de los Grisones y la liga, o no será nunca! " . Si realmente usó tales palabras es, por supuesto, incierto; los relatos escritos que enfatizan su papel en la batalla aparecieron solo a mediados del siglo XVI. La leyenda se elaboró aún más y se hizo popular en el siglo XIX, y en 1903, se erigió una estatua en su honor en Chur.